# Liste der größten Unternehmen in Pakistan
Die Liste der größten Unternehmen in Pakistan enthält die beiden einzigen in Forbes Global 2000 genannten Firmen, die ihren Sitz in Pakistan haben (Stand 2016):
- Habib Bank
- Oil & Gas Development[1]